# Parenchima cerebrale
Il parenchima è un tessuto specifico di un organo con struttura compatta (per es., fegato, rene, polmone, tiroide, ecc.) costituito dalle cellule che conferiscono all'organo le sue caratteristiche strutturali e funzionali.
Il parenchima cerebrale è un tessuto nervoso coinvolto attivamente nella formazione e nella trasmissione di impulsi elettrici. È coinvolto anche nella produzione di circa il 30% di liquido cerebrospinale (o liquor).

## Coinvolgimento con malattie neurologiche
Il versamento di sangue nel parenchima cerebrale, conseguente alla rottura di un vaso sanguigno cerebrale, porta alla sindrome neurologica detta emorragia cerebrale.
I tumori metastatici (tumore cerebrale) interessano il parenchima cerebrale e le meningi.
Il parenchima è una componente fondamentale di un tumore ed è costituito appunto da cellule tumorali proliferanti. Nel particolare, il parenchima cerebrale è coinvolto nei tumori cerebrali.
La perdita di parenchima è una delle tante caratteristiche presenti nel processo degenerativo coinvolto nella malattia di Alzheimer.